# Voo Thai Airways 231
O Voo Thai Airways 231 era um voo doméstico programado da Thai Airways Company de Khon Kaen para Bangkok. Em 27 de abril de 1980, um Hawker-Siddeley HS 748 operando a rota caiu perto do Aeroporto de Don Mueang.

## Aeronave
A aeronave era um Hawker-Siddeley HS 748 com prefixo HS-THB, construído em 1964. O avião havia completado 12.791 horas de voo no momento do acidente.

## Acidente
Quando a aeronave se aproximou da pista 21R no Aeroporto Don Mueang de Bangkok, foi castigada por uma forte tempestade a uma altitude de 1.500 pés (cerca de 450 metros) acima do solo. A aeronave entrou em um downburst e despencou. Colidiu ligeiramente para a direita, deslizou cerca de 155 metros e desintegrou. A aeronave foi completamente destruída. 40 dos 49 passageiros e um tripulante dos quatro morreram.

## Possíveis causas do acidente
As seguintes causas podem ter levado ao acidente:
- O radar meteorológico a bordo não foi usado.
- Não houve alteração na frequência ATIS "Special Weather Report". A tripulação portanto, não recebeu nenhuma informação sobre a tempestade.
- Os pilotos acreditavam que voar com vetores de radar era seguro e que o controle de tráfego aéreo não direcionaria a aeronave para uma tempestade.
- Os pilotos não perceberam que havia uma segunda tempestade na aproximação além da que observaram.